# Tunneldiod

Schemasymbol för tunneldiod

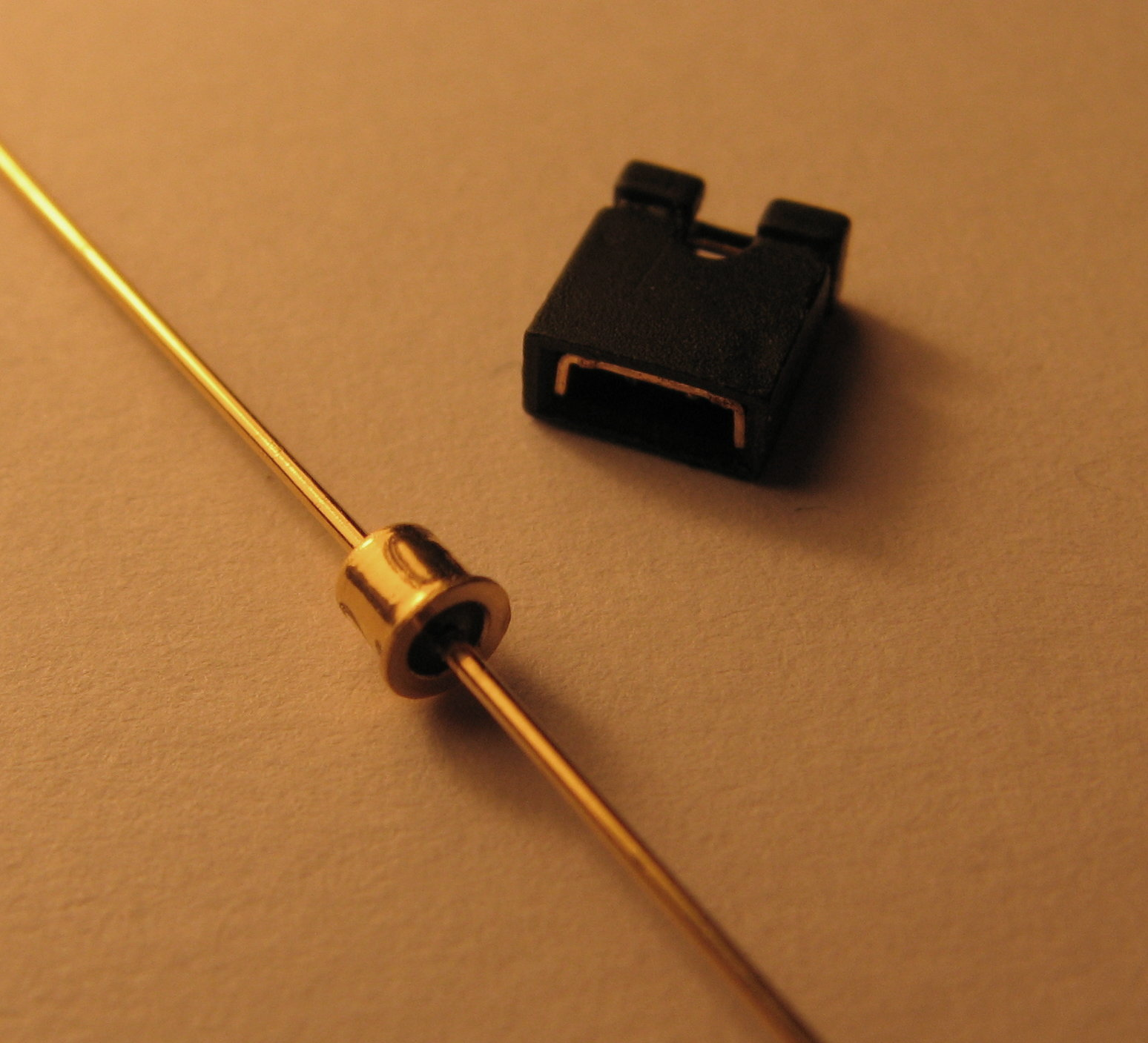
1N3716 tunneldiod tillsammans med en bygling

En tunneldiod eller Esaki-diod är en typ av halvledare som är kapabel till att användas högt upp i frekvens, väl inom mikrovågsfrekvensområdet, genom att använda sig av kvantmekaniska effekter.
Den uppfanns i augusti 1957 av Leo Esaki när han jobbade för Tokyo Tsushin Kogyo, numera Sony. Esaki fick 1973 fick nobelpriset i fysik för att ha upptäckt tunneleffekten som används i dessa dioder.
Dessa dioder har en kraftigt dopad PN-övergång som bara är typiskt 10 nm eller 100 Å bred. Den hårda dopningen resulterar i ett brutet bandgap där  ledningsbandselektroner på n-sidan är mer eller mindre i nivå med valensbandet på p-sidan.
Tunneldioder används bland annat för att upprätthålla oscillationer i och med sin negativa resistans.